# Neoseiulus cucumeris
Espèce
Synonymes
- Amblyseius coprophilus Karg, 1970[1]
- Amblyseius cucumeris (Oudemans, 1930)[1]
- Neoseiulus coprophilus (Karg, 1970)[1]
- Neoseiulus thripsi (MacGill, 1939)[1]
- Typhlodromus cucumeris Oudemans, 1930[1]
- Typhlodromus thripsi MacGill, 1939[1]

Neoseiulus cucumeris est une espèce d'acariens de la famille des Phytoseiidae.
Il est utilisé par de nombreux horticulteurs et maraîchers comme agent de lutte biologique contre certains Thrips dans les cultures sous abri telles que le poivron, le concombre, l'aubergine, la fraise, la framboise, le melon et la myrtille. Sur la tomate, où les poils des tiges et des feuilles entravent ses déplacements, ses performances sont plus limitées. Il agit contre les thrips des petits fruits en dévorant les larves à leur premier stade de développement. Son action met un certain nombre de semaines pour que les effets de sa prédation soient visibles. Une élimination du ravageur n'est pas possible avec ce moyen de lutte,.
Neoseiulus cucumeris met environ dix jours pour accomplir son cycle biologique à la température de 20 °C et environ six jours à 25 °C. En l'absence de proie, cette espèce a la capacité de se maintenir sur des plantes hébergeant du pollen, ce qui permet de l’introduire préventivement,.
Neoseiulus barkeri est une espèce proche au comportement similaire qui apparaît de façon spontanée dans les serres.